# Droit à l'habillement
Le droit à l'habillement adéquat, ou droit à l'habillement, est un droit reconnu par plusieurs instruments internationaux relatifs aux droits de l'homme. Il fait ainsi partie, avec le droit à l'alimentation et le droit au logement, du droit à un niveau de vie suffisant reconnu par l'article 11 du Pacte international relatif aux droits économiques, sociaux et culturels.
Le droit à l'habillement est reconnu de manière similaire par l'article 25 de la Déclaration universelle des droits de l'homme. Il est considéré comme nécessaire afin de prévenir les personnes de vivre sous le seuil de la pauvreté.

« Nous le voyons dans le malaise ou les frissons engendrés par les mendiants, les sans-abris, les toxicomanes ainsi que les « abandonnés » : les vieillards, les invalides, les « enfants des rues » ou le simple pauvre. Leur situation critique provoque la condamnation, le blâme, le dégoût et la dérision. Cependant, les croyances religieuses, morales et séculaires nous amènent à répondre avec amour, charité, pitié, le tout animé par l'empathie et un certain esprit de justice. »

— Stephen James, A Forgotten Right? The Right to Clothing in International Law